# Tallinn Open 2022
Tallinn Open 2022 byl tenisový turnaj hraný jako součást ženského okruhu WTA Tour ve sportovním komplexu Forus Spordikeskus na krytých dvorcích s tvrdým povrchem. Úvodní ročník Tallinn Open se konal 26. září až 2. října 2022 v estonské metropoli Tallinnu.
Turnaj dotovaný 251 750 eury patřil do kategorie WTA 250. Nejvýše nasazenou hráčkou ve dvouhře se stala světová čtyřka a tallinnská rodačka Anett Kontaveitová, která prohrála ve finále. Jako poslední přímá účastnice do singlu nastoupila 74. hráčka žebříčku, Francouzka Diane Parryová, jíž na úvod vyřadila Linda Nosková.
Tallin Open byl do 39. týdne sezóny zařazen dodatečně v květnu 2022 po zrušení všech čínských turnajů WTA kvůli obavám o bezpečnost čínské tenistky Pcheng Šuaj, která v listopadu 2021 obvinila bývalého vicepremiéra Čanga Kao-lia ze sexuálního násilí. V důsledku invaze Ruska na Ukrajinu na konci února 2022 řídící organizace tenisu ATP, WTA a ITF s grandslamy rozhodly, že ruští a běloruští tenisté mohli dále na okruzích startovat, ale do odvolání nikoli pod vlajkami Ruska a Běloruska.
Čtvrtý singlový titul na okruhu WTA Tour vybojovala 26letá Češka Barbora Krejčíková, která vyhrála první turnaj v hale. Čtyřhru ovládly ukrajinské sestry Ljudmyla a Nadija Kičenokovy, jež si odvezly čtvrtou společnou trofej.

## Rozdělení bodů a finančních odměn

### Rozdělení bodů
| Soutěž      | Soutěž       | vítězové | finalisté | semifinalisté | čtvrtfinalisté | 16 v kole | 32 v kole | Q  | Q2 | Q1 |
| ----------- | ------------ | -------- | --------- | ------------- | -------------- | --------- | --------- | -- | -- | -- |
| dvouhra žen | [ 2 ] [ 12 ] | 280      | 180       | 110           | 60             | 30        | 1         | 18 | 12 | 1  |
| čtyřhra žen | [ 13 ]       | 280      | 180       | 110           | 60             | 1         | —         | —  | —  | —  |

### Finanční odměny
| Soutěž                                | Soutěž       | vítězové | finalisté | semifinalisté | čtvrtfinalisté | 16 v kole | 32 v kole | Q2      | Q1      |
| ------------------------------------- | ------------ | -------- | --------- | ------------- | -------------- | --------- | --------- | ------- | ------- |
| dvouhra žen                           | [ 2 ] [ 12 ] | 26 770 € | 15 922 €  | 8 870 €       | 5 000 €        | 3 065 €   | 2 200 €   | 1 613 € | 1 047 € |
| čtyřhra žen                           | [ 13 ]       | 9 680 €  | 5 400 €   | 3 185 €       | 1 895 €        | 1 450 €   | —         | —       | —       |
| částka ve čtyřhrách je uvedena na pár |              |          |           |               |                |           |           |         |         |

## Ženská dvouhra

### Nasazení
| Stát                         | Hráčka                | WTA | Nasazení |
| ---------------------------- | --------------------- | --- | -------- |
| Estonsko                     | Anett Kontaveitová    | 3.  | 1.       |
| Švýcarsko                    | Belinda Bencicová     | 14. | 2.       |
| Brazílie                     | Beatriz Haddad Maiová | 16. | 3.       |
| USA                          | Madison Keysová       | 17. | 4.       |
| Lotyšsko                     | Jeļena Ostapenková    | 19. | 5.       |
| Kazachstán                   | Jelena Rybakinová     | 22. | 6.       |
| Česko                        | Barbora Krejčíková    | 25. | 7.       |
| Čína                         | Čang Šuaj             | 28. | 8.       |
| Švýcarsko                    | Jil Teichmannová      | 31. | 9.       |
| Žebříček WTA k 19. září 2022 |                       |     |          |

### Jiné formy účasti
Následující hráčky obdržely divokou kartu do hlavní soutěže: 
- Elena Malõginová
- Karolína Muchová
- Maileen Nuudiová

Následující hráčka nastoupila pod žebříčkovou ochranou:
- Laura Siegemundová

Následující hráčky postoupily z kvalifikace:
- Ysaline Bonaventureová
- Katie Boulterová
- Viktorija Golubicová
- Viktória Kužmová
- Linda Nosková
- Jessika Ponchetová

Následující hráčka postoupila z kvalifikace jako šťastná poražená:
- Mirjam Björklundová

### Odhlášení
před zahájením turnaje
- Anhelina Kalininová → nahradila ji  Wang Si-jü
- Jelena Rybakinová → nahradila ji  Mirjam Björklundová
- Clara Tausonová → nahradila ji  Wang Sin-jü
- Alison Van Uytvancková → nahradila ji  Jaqueline Cristianová

## Ženská čtyřhra

### Nasazení
| Stát                                                                     | Hráčka                      | Stát      | Hráčka             | WTA  | Nasazení |
| ------------------------------------------------------------------------ | --------------------------- | --------- | ------------------ | ---- | -------- |
| USA                                                                      | Nicole Melichar-Martinezová | Německo   | Laura Siegemundová | 51.  | 1.       |
| Norsko                                                                   | Ulrikke Eikeriová           | Slovensko | Tereza Mihalíková  | 100. | 2.       |
| Ukrajina                                                                 | Ljudmyla Kičenoková         | Ukrajina  | Nadija Kičenoková  | 114. | 3.       |
| Japonsko                                                                 | Miju Katová                 | Čína      | Wang Sin-jü        | 143. | 4.       |
| Žebříček WTA k 19. září 2022; číslo je součtem umístění obou členek páru |                             |           |                    |      |          |

### Jiné formy účasti
Následující páry obdržely divokou kartu do hlavní soutěže:
- Valentini Grammatikopoulou /  Daniela Vismaneová
- Elena Malõginová /  Maileen Nuudiová

### Odhlášení
před zahájením turnaje
- Vivian Heisenová /  Monica Niculescuová → nahradily je  Jaqueline Cristianová /  Vivian Heisenová

## Přehled finále

### Ženská dvouhra
- Barbora Krejčíková vs.   Anett Kontaveitová, 6–2, 6–3

### Ženská čtyřhra
- Ljudmyla Kičenoková /  Nadija Kičenoková vs.  Nicole Melicharová-Martinezová /  Laura Siegemundová,  7–5, 4–6, [10–7]